# Ганнівське (заповідне урочище)
Га́ннівське — заповідне урочище місцевого значення в Україні. Розташоване на території Олександрійського району Кіровоградської області, поблизу села Ганнівка. 
Площа — 357 га, статус отриманий у 1994 році. Перебуває у віданні ДП «Долинське лісове господарство» (Петрівське лісництво, кв. 19-32).